# ビルマ風豆腐
ビルマ風豆腐（ビルマ語: တိုဖူး  、発音 [tòpʰú] 、またはビルマ語: တိုဟူး  、発音 [tòhú] 、別称としてビルマ豆腐、シャン豆腐）、は、ミャンマーを中心としてインドシナ半島に居住する民族・シャン族の伝統食品である。

## 概要
ビルマ風豆腐は、水、黄色の干しえんどう豆を挽いた粉や、ベサン粉（ヒヨコマメの粉末）から作られる。 前述の粉は、水、ターメリック、少量の塩を加え、クリーム程度の粘稠度に達するまで絶えず攪拌しながら加熱され、その後トレーにのせられる。粉の代わりに乾燥ひよこ豆を使って作る場合もある。その折は乾燥ひよこ豆を水で戻してピューレ状態に粉砕し、数時間寝かせて上澄みを捨てる。残りのピューレにターメリックと塩を加えて沸騰させ、後はひよこ豆の粉を使用した作り方と同じ調理法で固める。完成品の色はマットイエローで、ゼリー状を呈するが、粘り気があり、切ったり薄切りにしたりしても崩れない。食べ方としては、トゥッにするなどの生食する方法と、ビルマ風フリッターにするなど揚げて食べる方法が挙げられる。薄切りにして乾燥させ、揚げ物用のクラッカーを作ることもできる。ビルマ風「豆腐」との名称とは裏腹に、豆乳に凝固剤を加えて作った日本や中国の豆腐とは無関係である 。

## ミャンマーにおける豆腐の種類と語源

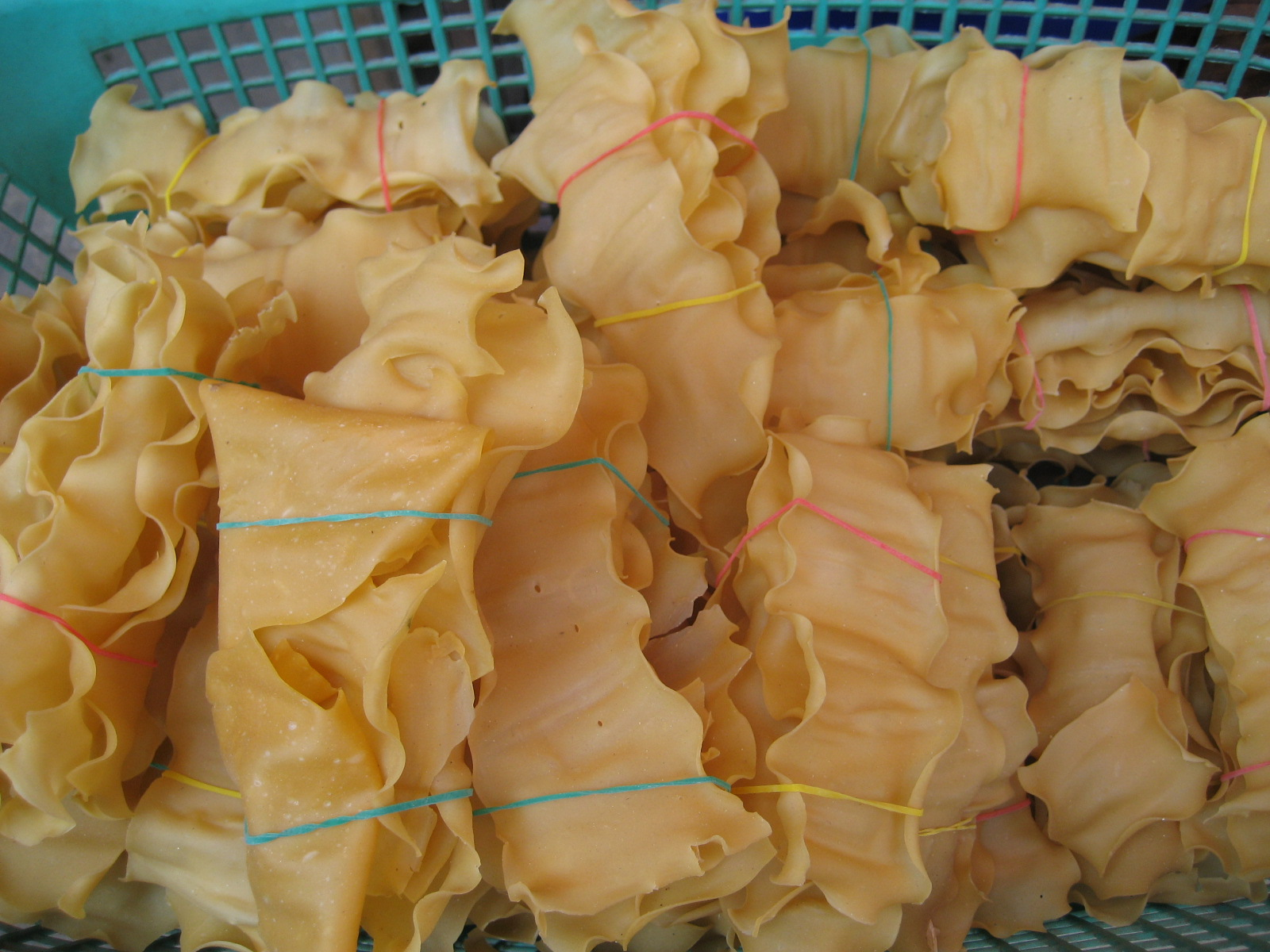
To hpu gyauk （ビルマ豆腐クラッカー）

- ペビャ（ ပဲပြား 、原義は「平らな豆」 ）は日本や中国において一般的な豆腐を指す。臭豆腐、あるいは豆腐の発酵食品は、 si to hpuと呼ばれ、おそらくは「臭豆腐」の中国語読み"chòudòufu"が語源である。
- ウォンタポ（中国語: 溫豆腐が語源 ）は、シャン州において、黄色いエンドウ豆またはzadaw bèを原材料とする黄色い豆腐。
- To hpu gyauk（တိုဖူးခြောက်း直訳: dried tofu ）は、黄色い豆腐を細長い長方形に薄切りし、天日干ししたもの。魚やえびせんべいの形に似ており、塊で販売されている。
- ひよこ豆（カラベ）の粉から作られたto hpu （တိုဖူးまたはတို့ဖူး）は、ビルマ族の居住地域で一般的なものである。色と味はシャン族のビルマ風豆腐と同じであるものの、硬さは少し硬めである。
- Hsan ta hpo （ဆန်တဖိုး）は依然としてシャン地方でしか食べられていない一品。 hsanhmontまたはmonthmontと呼ばれる米粉から作られ、白色を呈する。硬さは同じであるものの、味が少し異なる。サラダとして用いられ、黄色いビルマ風豆腐と同じくらい人気がある。

ビルマ語には /f/の発音（英語で"French"という単語を発音するときの"f"の音。下唇を噛み、その摩擦によって発音する。）が存在しない。したがって、豆腐(tofu)のfの発音は、 /pʰ/ （パ行に近い）に置き換えられるため、ビルマ語では「豆腐（tofu）」はto hpuと発音される。

## 調理

### 揚げ物として

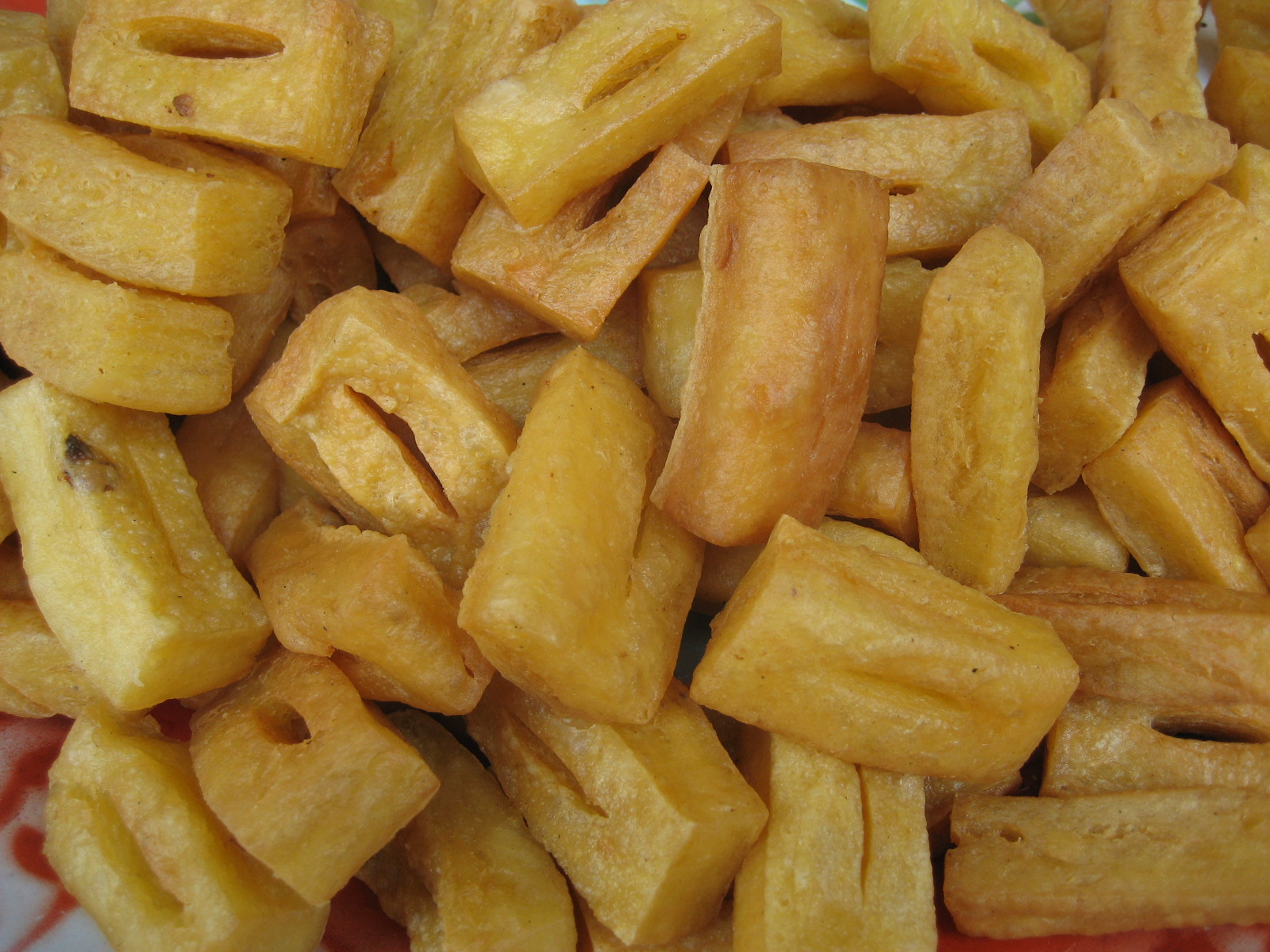
To hpu gyaw （ビルマ豆腐フリッター）は、そのまま菓子として食べたり、朝食にもち米と一緒に食べたり、サラダとして食べたりされる。

揚げたビルマ風豆腐は、朝食で食されるkauk hnyin baung（もち米）のほか、モヒンガー（魚のスープで食べるビーフン）やナンジートゥッ（ビーフンサラダ）、シャンカウクスウェ（シャン族のビーフン）と非常によく合う。また、緑茶はこれらすべてに合う伝統的な飲み物として好まれている。

### サラダとして

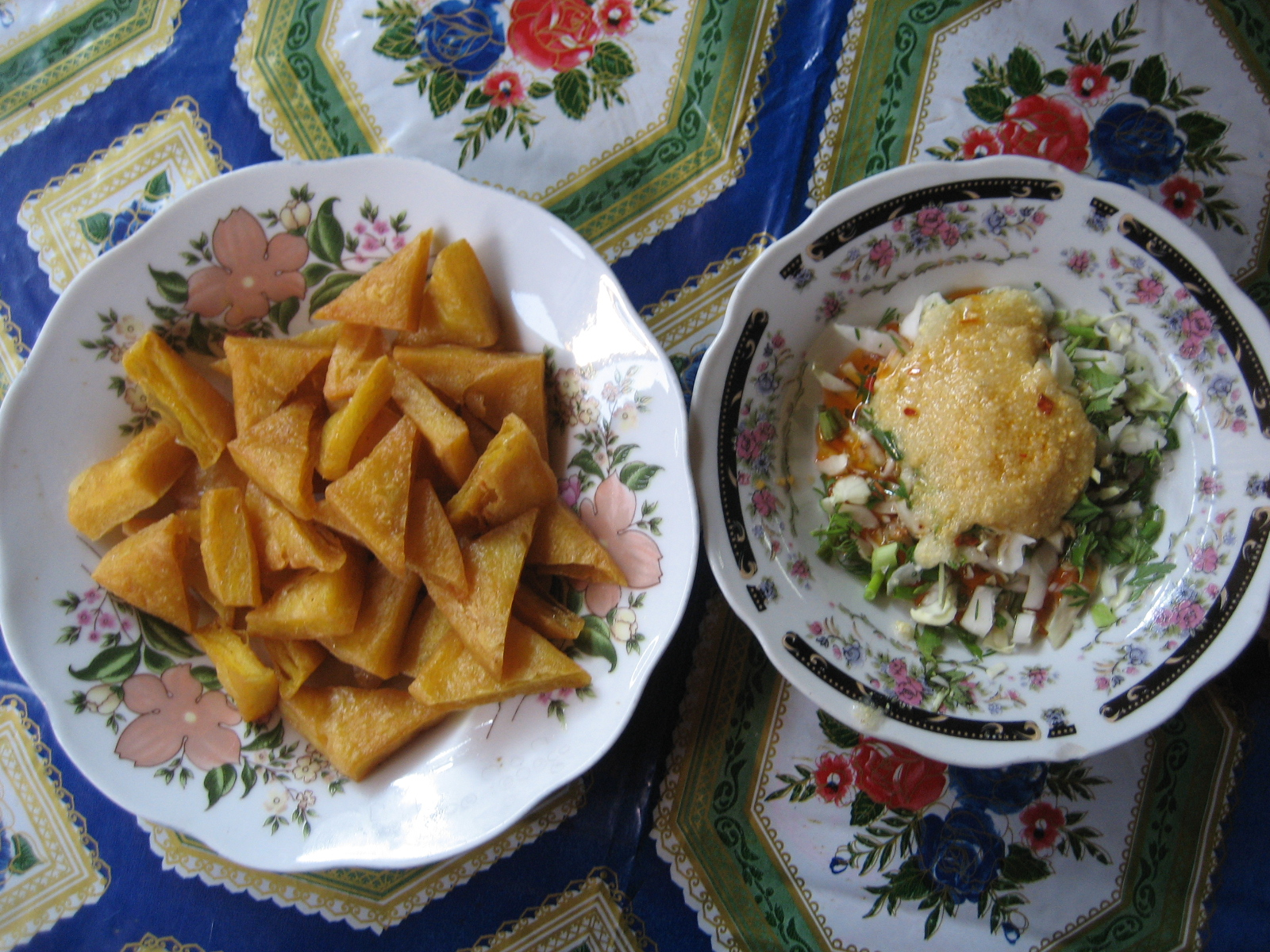
インレー湖畔にて。サイドサラダを添えたHnapyan gyaw（2回揚げ豆腐フリッター）とサラダ。

- トープトゥッ （တိုဖူးသုပ်）は、そのまま菓子やおかずとして非常に人気がある。揚げたビルマ風豆腐自体は菓子とみなされる。新鮮な豆腐を細かく切ってサラダの主たる材料とし、ピーナッツオイルや濃口醤油、米酢、トーストした砕いた乾燥唐辛子、砕いたニンニク、砕いたローストピーナッツ、カリカリに揚げた玉ねぎ、コリアンダーで味付けすることがある。この料理は中華料理の涼粉に似ている。
- To hpu gyaw thouk （တိုဖူးကြော်သုပ်）は、前述したように、豆腐フリッターを切り分けてサラダとして出したものを指す。
- To hpu nway （တိုဖူးနွေး、直訳: warm tofu ）またはto hpu byaw （တိုဖူးပျော့、直訳: soft tofu ）は、凝固する前の温かいうちに出される、柔らかくクリーミーな豆腐で、通常は上記の料理と同じようにドレッシングと付け合わせをしたサラダとして出される。 [3]豆腐フリッターやビーフンと同じ料理に用いることができる。

### カレーとして
- hpu gyet （တိုဟူးချက်）は、スライスした黄色い豆腐を生トマトやタマネギ、ニンニクなどと共にカレーにし、ピーナッツオイルと魚醤で調理し、コリアンダーとグリーンチリを添えたもの。ご飯と合うペスカタリアン料理であるが、ぺスカタリアンではないものの肉や鶏肉が手ごろな価格で入手できない貧しい人々にも人気がある。

## ギャラリー

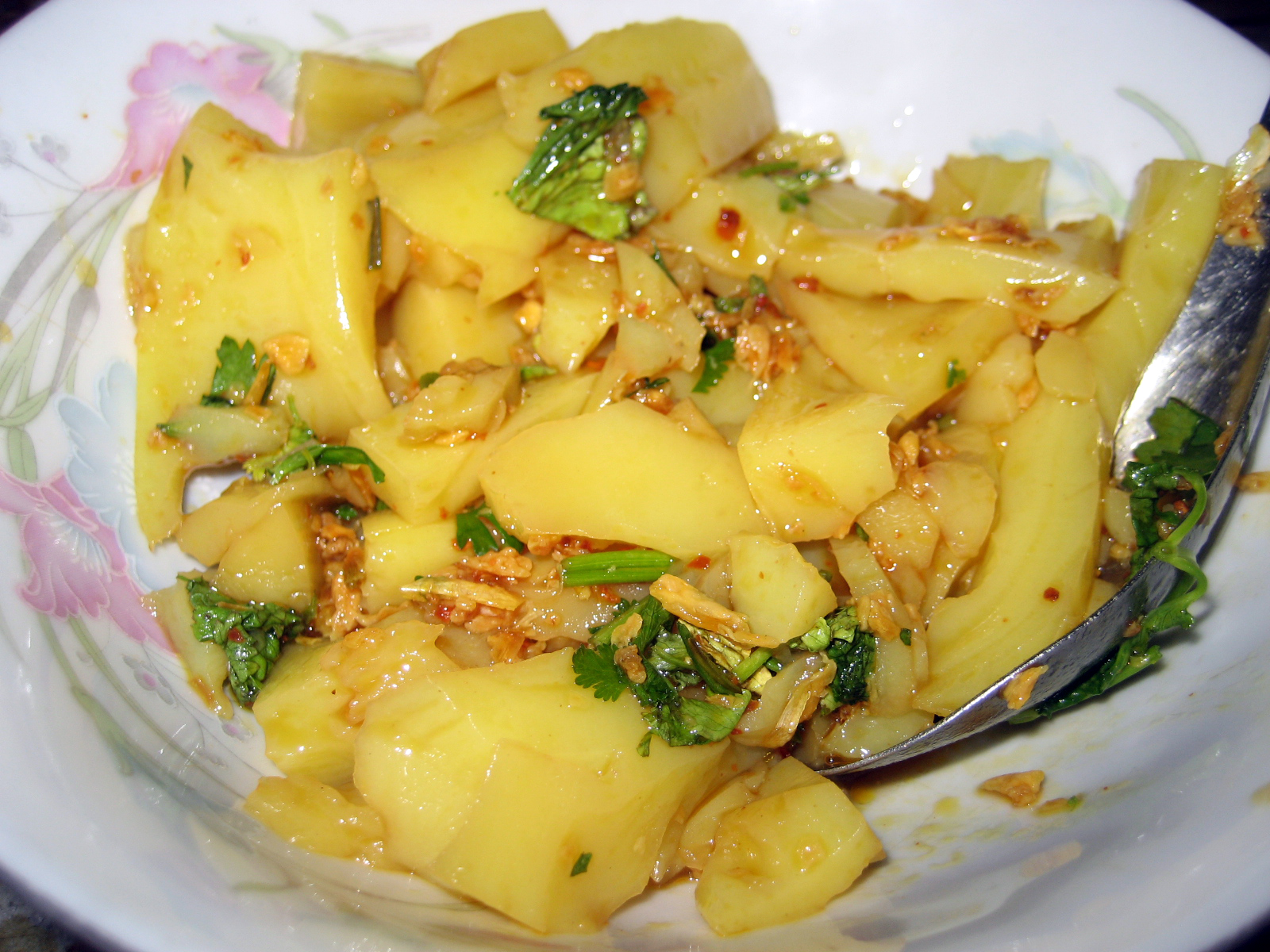
トープトゥッ
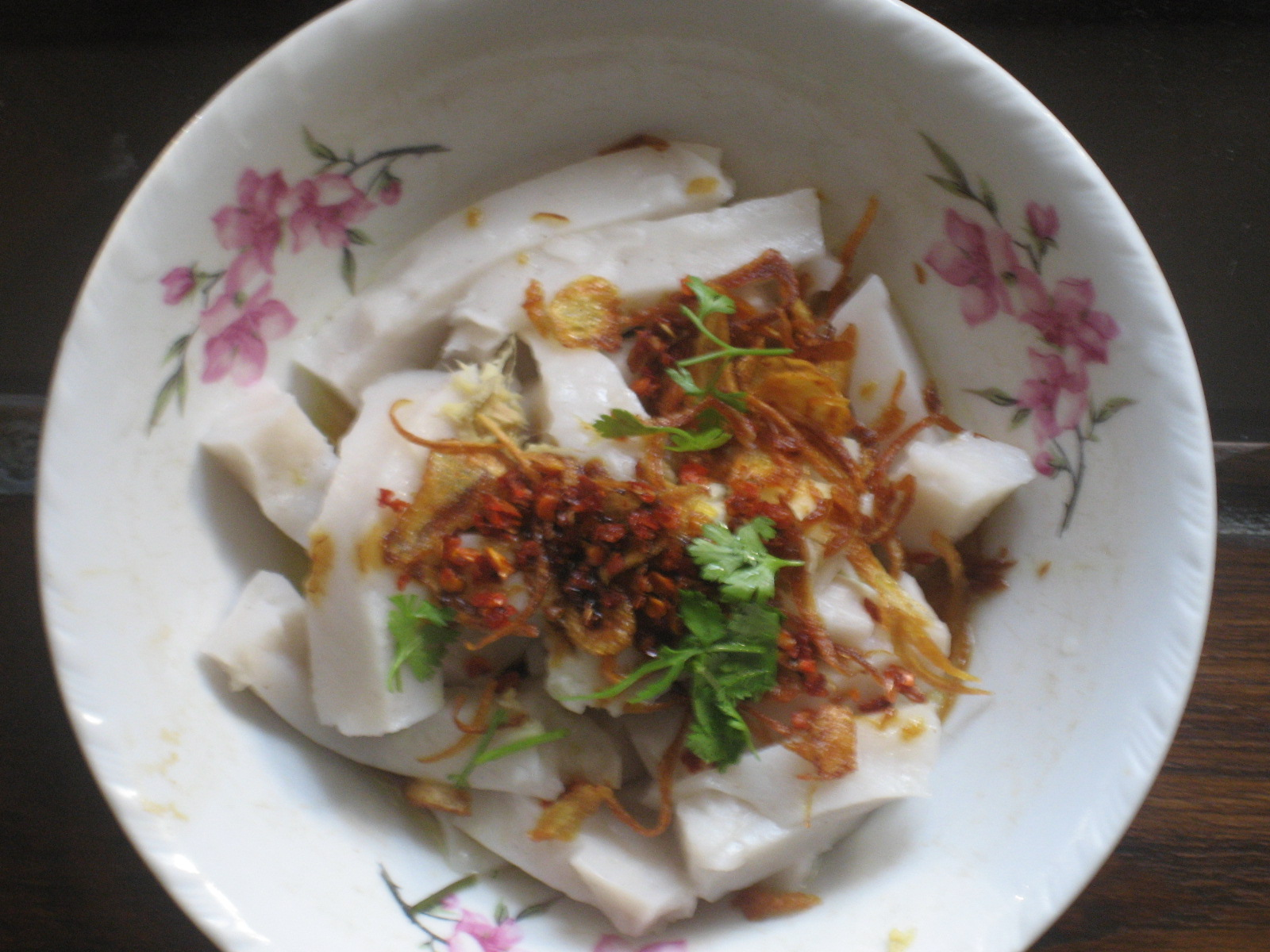
シャン族の料理であるHsanta hpo のサラダ。黄色いビルマ風豆腐のサラダと同じくらい人気がある。
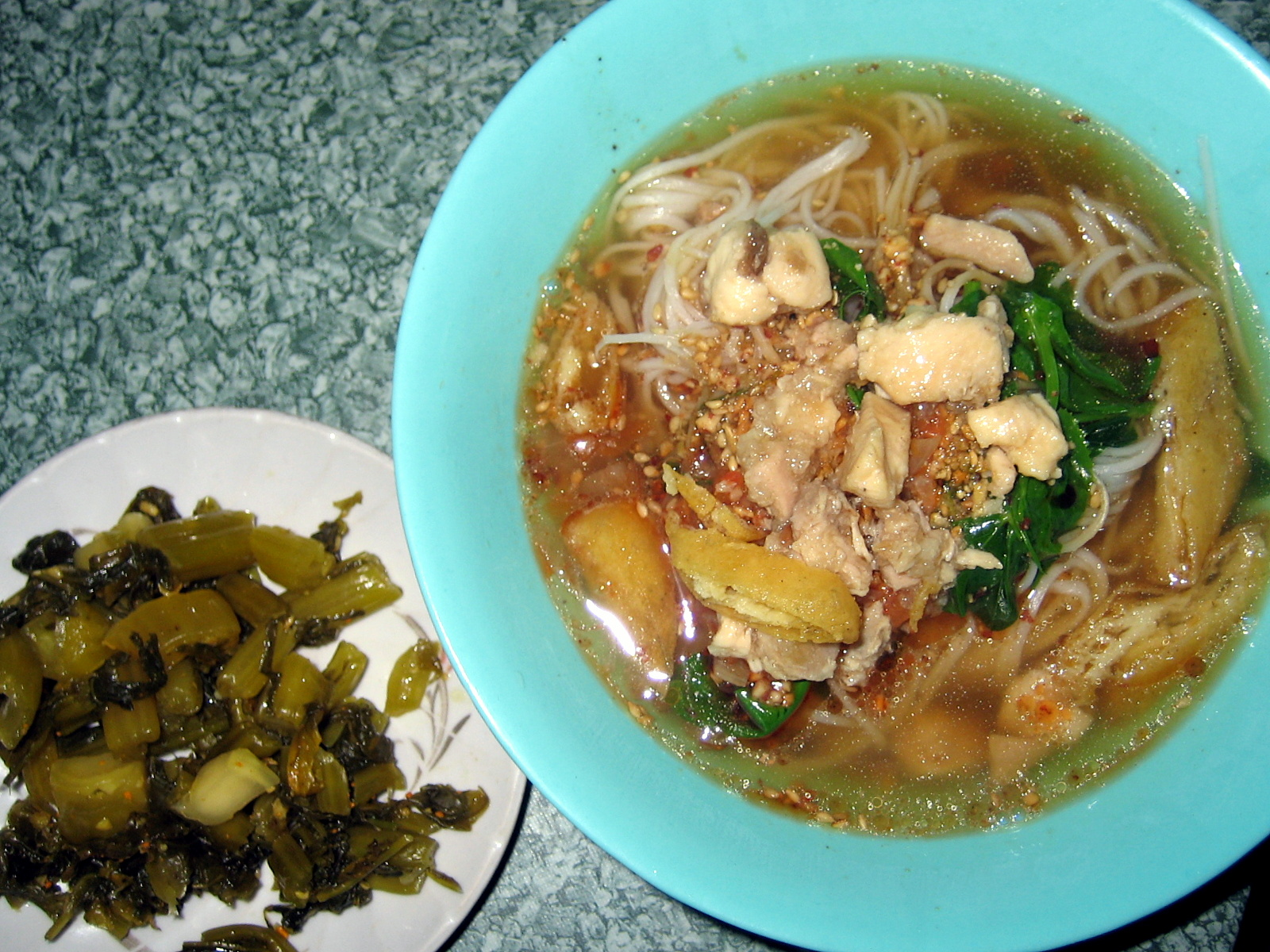
to hpu gyaw （豆腐フリッター）を用いたシャン族ビーフンと、monnyingyin （カラシナの漬物）
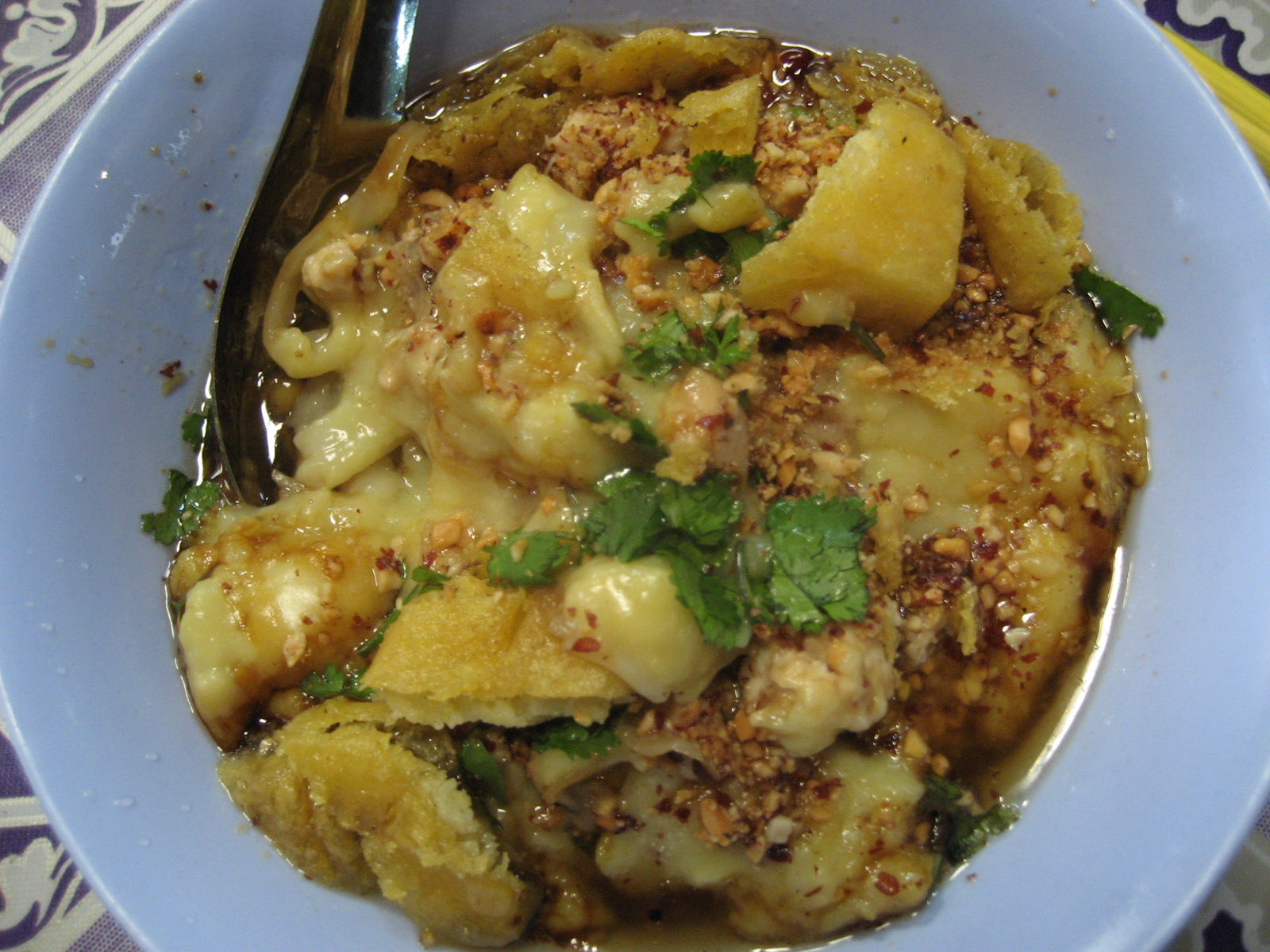
hpu nway （温かいビルマ風豆腐）とto hpu gyaw （ビルマ風豆腐フリッター）のサラダ
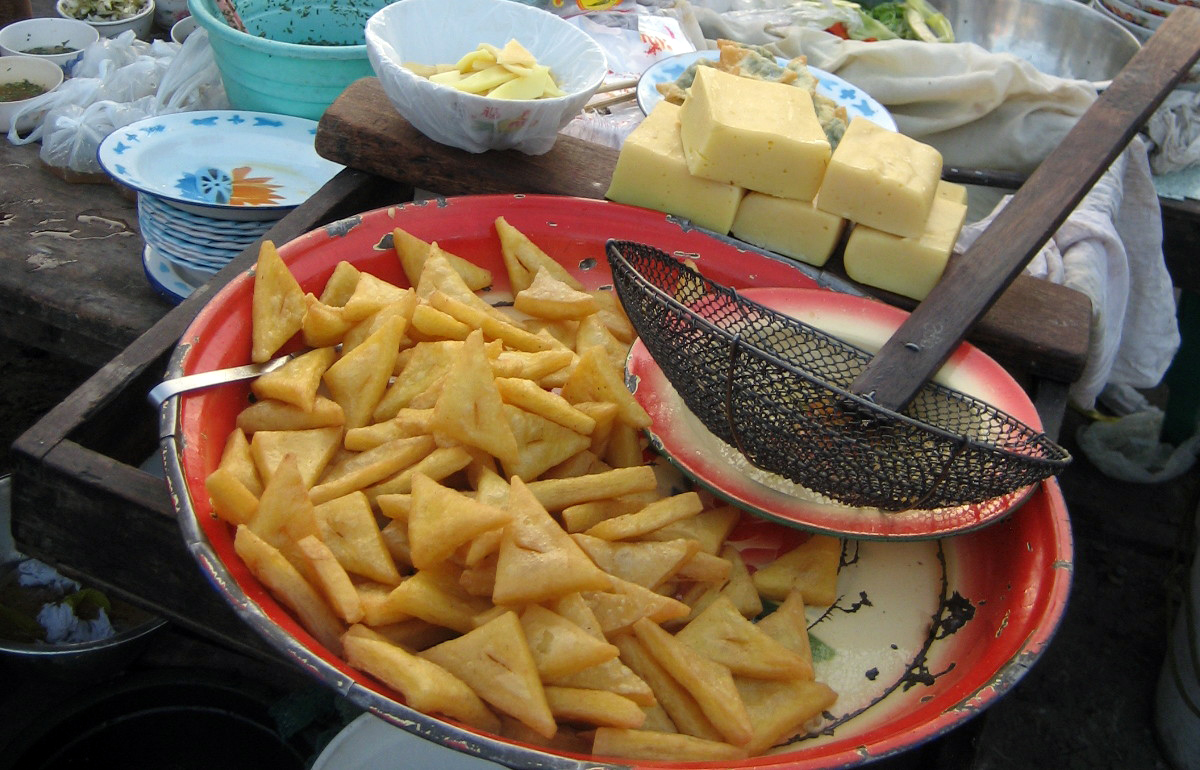
hnapyan gyawマンダレーのシャンマーケットで2回揚げた豆腐
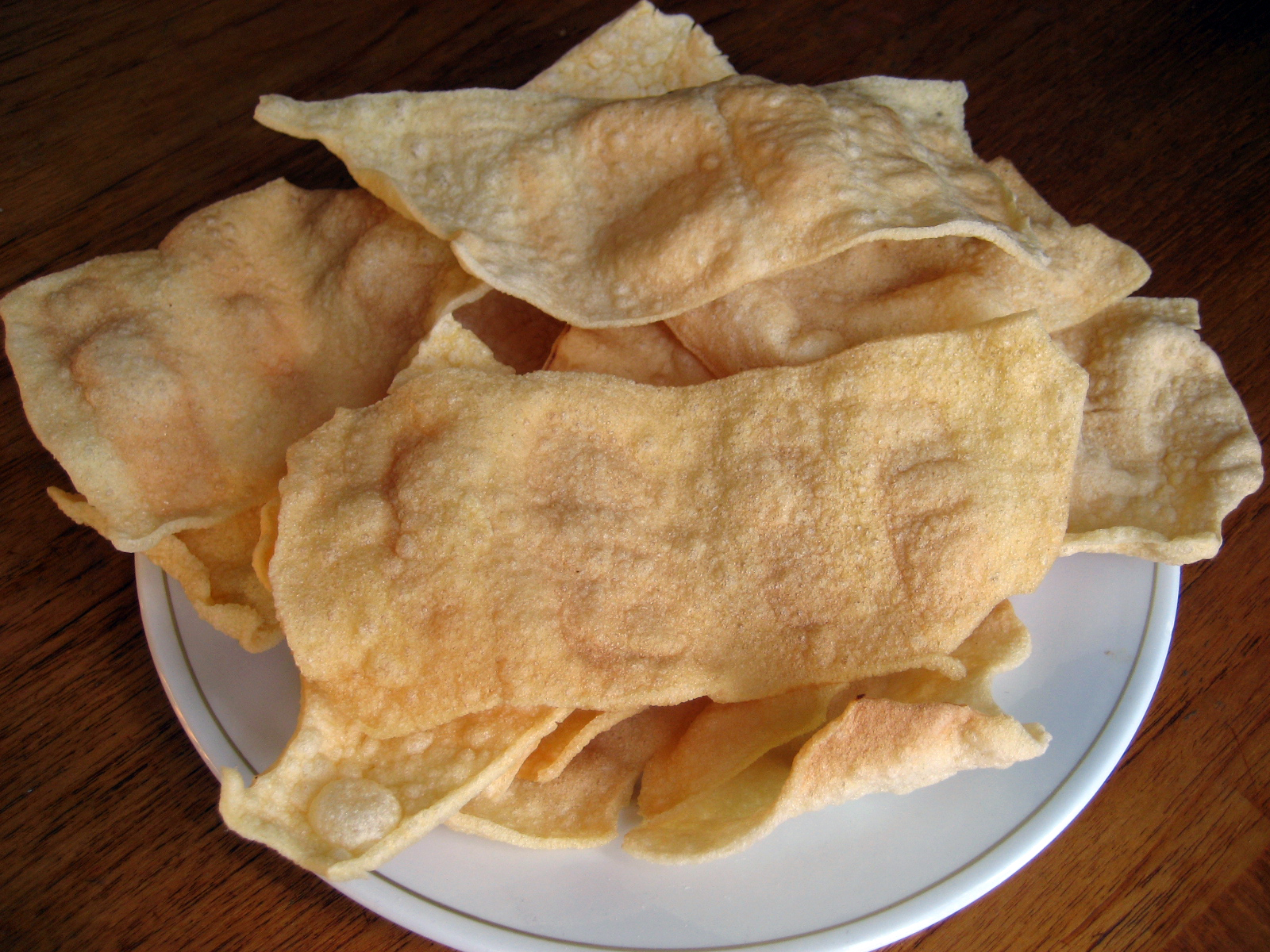
to hpu gyauk、素晴らしいクラッカーができます。
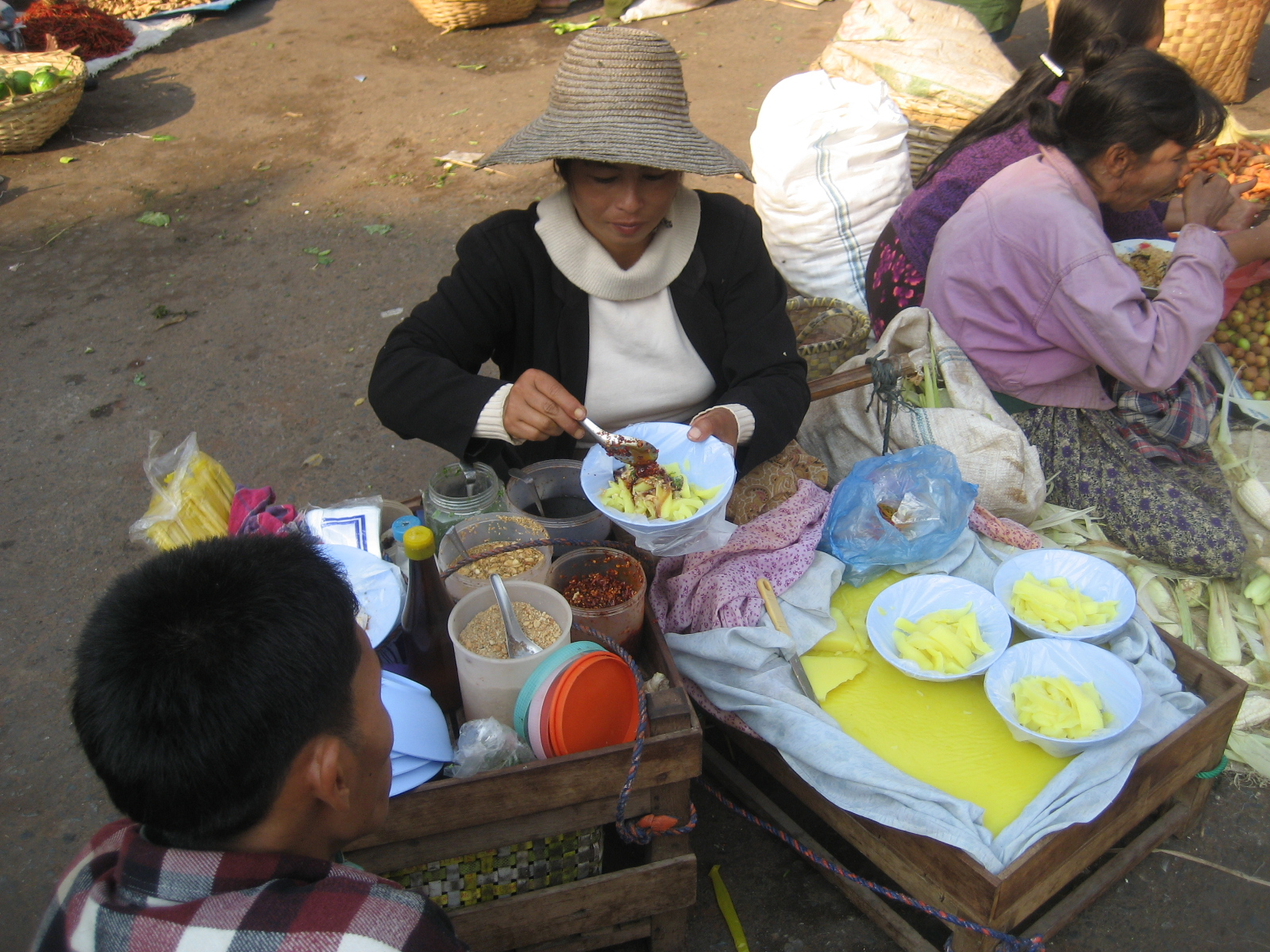
マンダレーのKaingdanMarketにて。hputhouk （ビルマ風豆腐サラダ）の行商人。
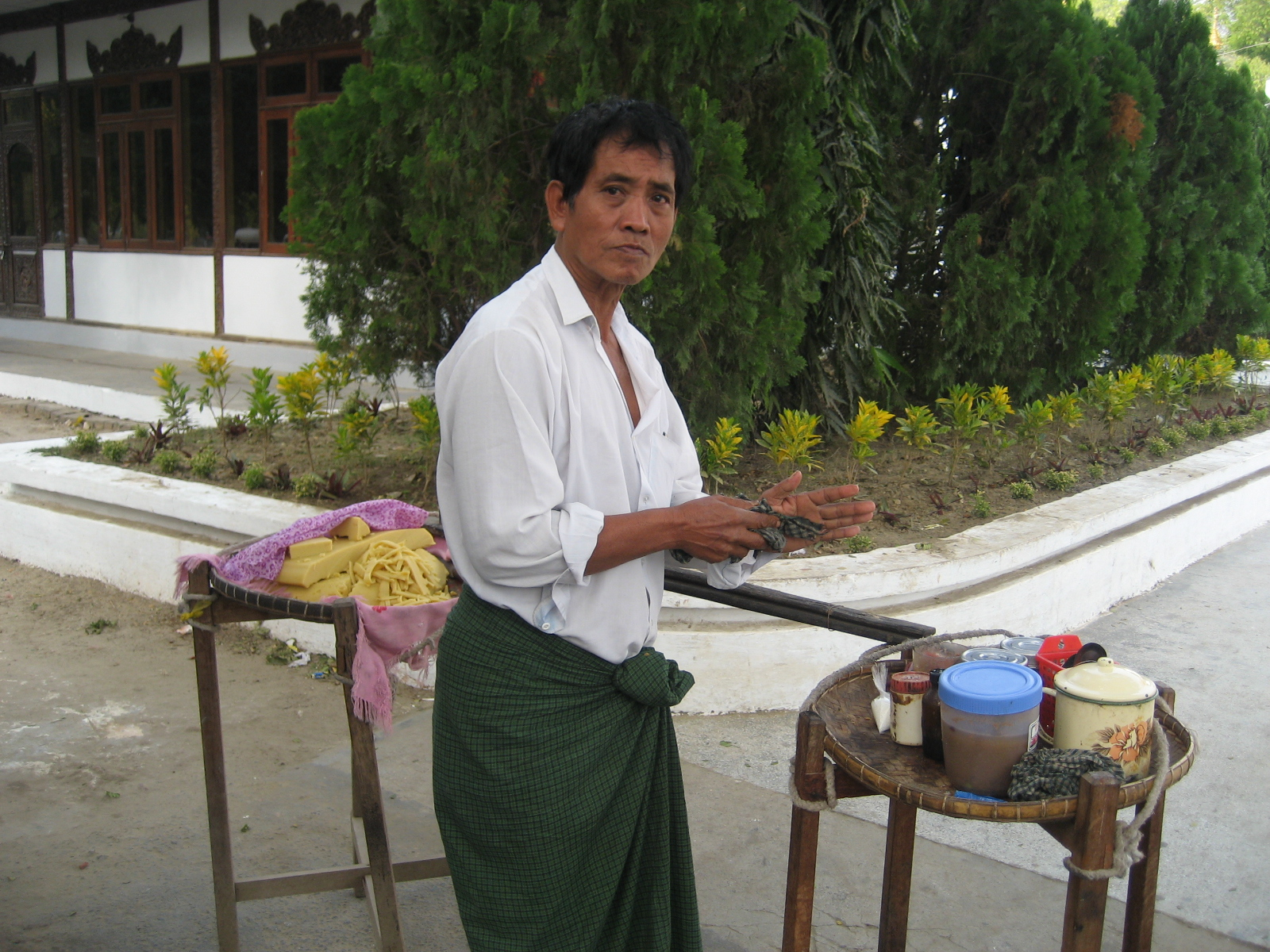
to phu thouk（ビルマ風豆腐のサラダ）の行商人。マンダレー・クトードーパゴダにて